# Lasörling
Il Lasörling (3.098 m s.l.m.) è una montagna del Gruppo del Venediger negli Alti Tauri. Si trova nel Tirolo Orientale.

## Caratteristiche
La montagna è particolarmente isolata e gode quindi di un'ampia visuale sulle montagne circostanti.
Intorno alla montagna si trovano tre rifugi:
- Lasnitzenhütte - 1.877 m
- Lasörlinghütte - 2.350 m
- Berger-See-Hütte - 2.182 m